# برايان سميث (سياسي)
برايان سميث (بالإنجليزية: Brian Smith)‏ (و. 1934 – م) هو سياسي، من كندا، ولد في فكتوريا ، كولومبيا البريطانية.

## مناصب
تولى منصب عضو الجمعية التشريعية لكولومبيا البريطانية ‏ (1979–1989).